# Сан-Хосе-де-Майо
Сан-Хосе-де-Майо (ісп. San José de Mayo) — адміністративний центр департаменту Сан-Хосе на півдні Уругваю.

## Історія

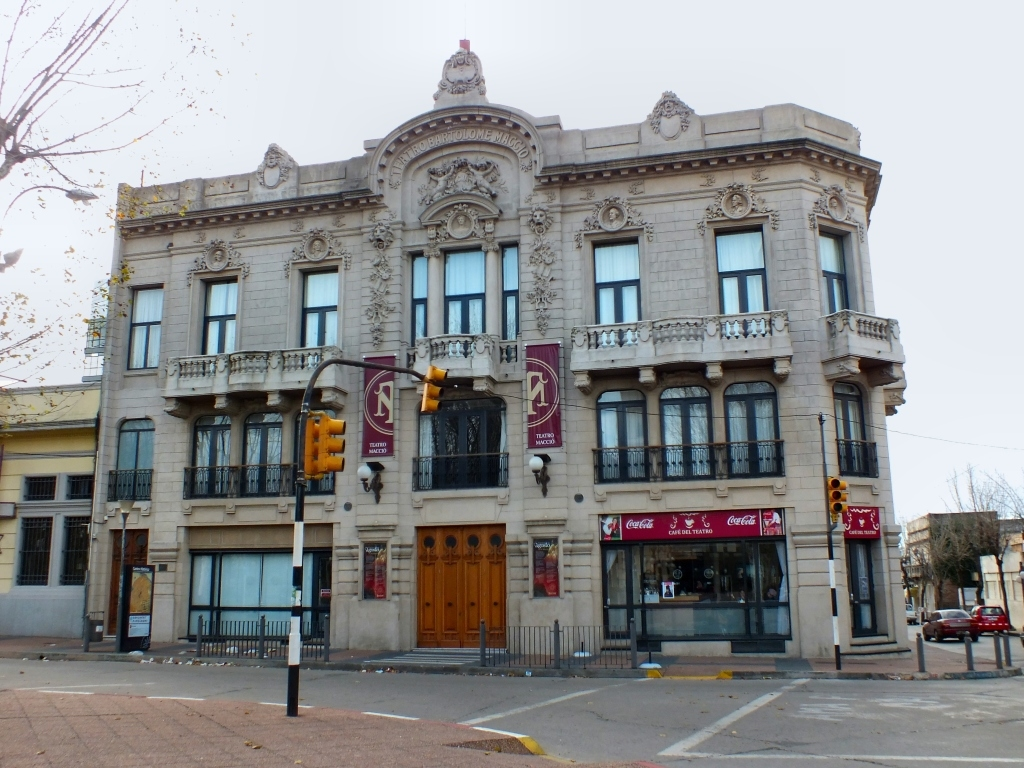
«Teatro Maccio»

Сан-Хосе-де-Майо був заснований 1 червня 1783 року. Отримав статус Містечка (ісп. Villa) ще до незалежності Уругваю, а статус Міста (ісп. Ciudad) — 12 липня 1856 р. відповідно до положення № 495.
У XIX ст. він став комерційним та культурним центром Уругваю, відомий як «Монтевідео чіко» (Маленьке Монтевідео).
Театр «Teatro Macció» був збудований на рубежі XX ст.

## Географія
Місто розташоване в центральній частині департаменту на відстані 90 км від столиці Уругваю — Монтевідео. Залізничне сполучення від Колонію до Монтевідео проходить через південно-західну частину Сан-Хосе-де-Майо. Вздовж східних та північно-східних меж міста протікає однойменна річка. Абсолютна висота — 45 метрів на рівнем моря.
Місто Сан-Хосе-де-Майо розташоване на стику двох великих національних маршрутів:
- Траса 3: на південь — зв'язує з  Трасою 1, що веде до Монтевідео; на північ до міст Тринідад, Пайсанду, Сальто та Белья Уніон.
- Траса 11: на захід — зв'язує з містом Есільда Паульєр; на сході — з департаментом Канелонес.

### Клімат
Місто лежить у зоні, котра характеризується вологим субтропічним кліматом. Найтепліший місяць — січень із середньою температурою 22.8 °C (73 °F). Найхолодніший місяць — липень, із середньою температурою 10 °С (50 °F).
| Клімат Сан-Хосе-де-Майо | Клімат Сан-Хосе-де-Майо | Клімат Сан-Хосе-де-Майо | Клімат Сан-Хосе-де-Майо | Клімат Сан-Хосе-де-Майо | Клімат Сан-Хосе-де-Майо | Клімат Сан-Хосе-де-Майо | Клімат Сан-Хосе-де-Майо | Клімат Сан-Хосе-де-Майо | Клімат Сан-Хосе-де-Майо | Клімат Сан-Хосе-де-Майо | Клімат Сан-Хосе-де-Майо | Клімат Сан-Хосе-де-Майо | Клімат Сан-Хосе-де-Майо |
| Показник                | Січ.                    | Лют.                    | Бер.                    | Квіт.                   | Трав.                   | Черв.                   | Лип.                    | Серп.                   | Вер.                    | Жовт.                   | Лист.                   | Груд.                   | Рік                     |
| Середня температура, °C | 23                      | 23                      | 20                      | 17                      | 14                      | 11                      | 10                      | 11                      | 13                      | 16                      | 19                      | 21                      | 16                      |
| Норма опадів, мм        | 76                      | 58                      | 133                     | 103                     | 98                      | 98                      | 86                      | 74                      | 82                      | 120                     | 77                      | 126                     | 1131                    |
| ----------------------- | ----------------------- | ----------------------- | ----------------------- | ----------------------- | ----------------------- | ----------------------- | ----------------------- | ----------------------- | ----------------------- | ----------------------- | ----------------------- | ----------------------- | ----------------------- |
| Джерело: Weatherbase    |                         |                         |                         |                         |                         |                         |                         |                         |                         |                         |                         |                         |                         |

## Населення
Населення по даним за 2011 р. становить 36 747 осіб.
| Рік  | Населення |
| ---- | --------- |
| 1867 | 3 224     |
| 1908 | 12 297    |
| 1963 | 27 482    |
| 1975 | 28 554    |
| 1985 | 31 825    |
| 1996 | 34 552    |
| 2004 | 36 339    |
| 2011 | 36 747    |

Джерело: Instituto Nacional de Estadística de Uruguay.

## Відомі уродженці
- Франсіско Канаро (1888—1964) — аргентинський і уругвайський музикант, композитор і диригент.

## Галерея

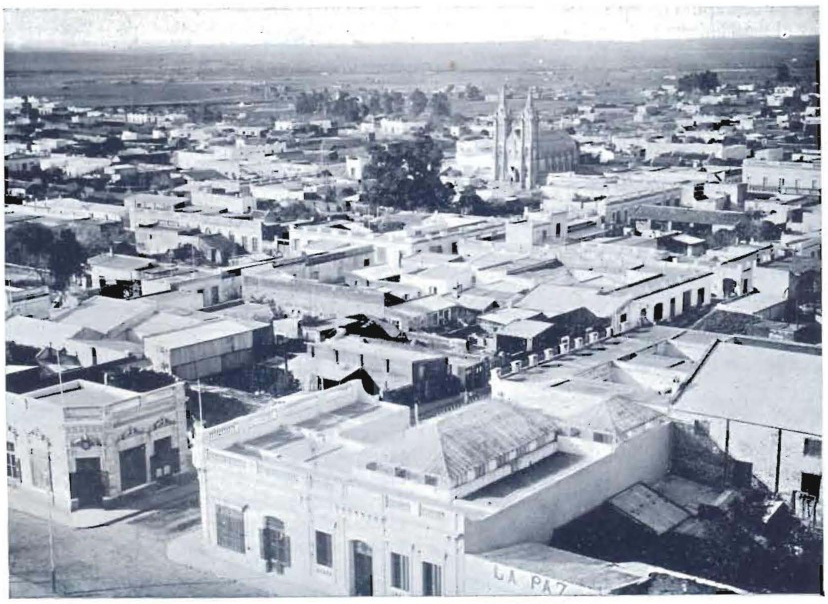
Фото міста 1900 року
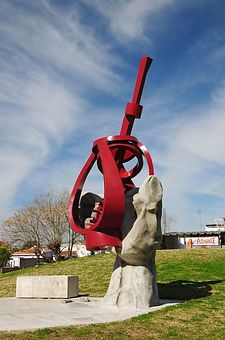
Пам'ятник в Парку Родо
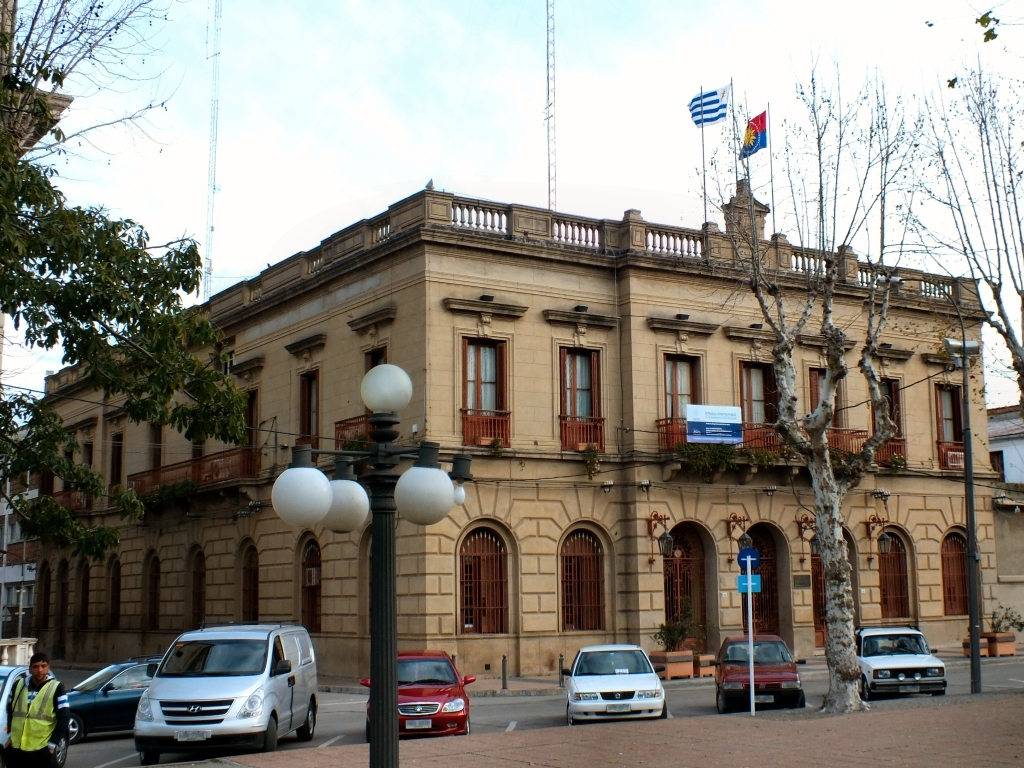
Муніципалітет Сан Хосе
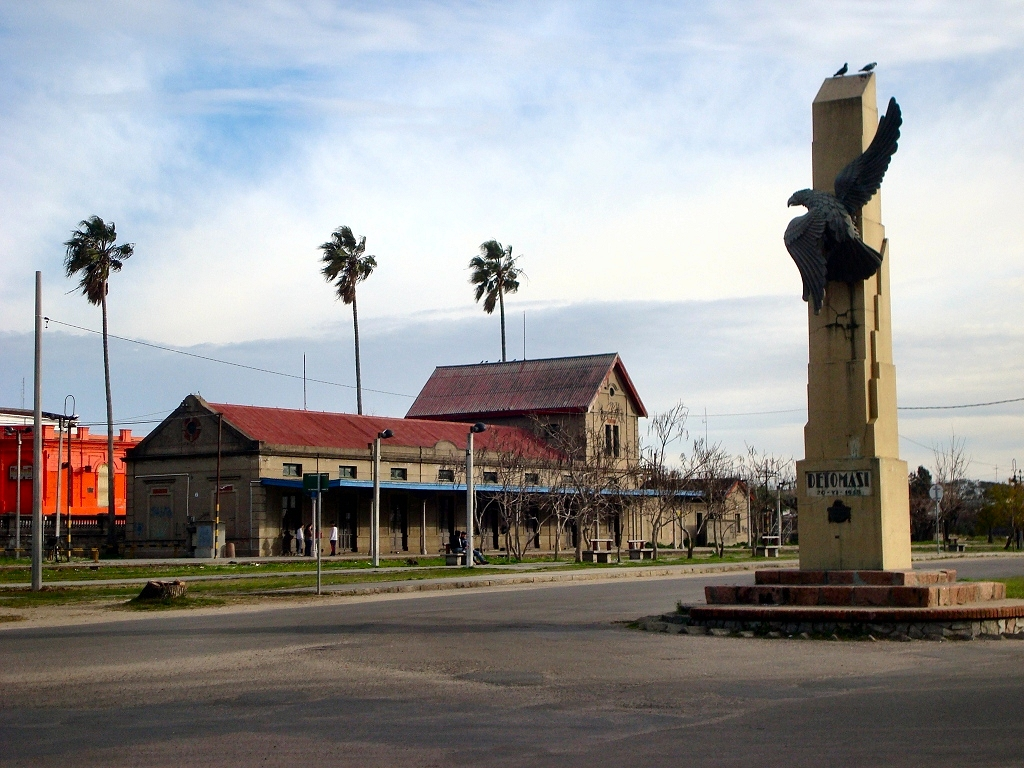
Залізнична станція праворуч: пам'ятник Рікардо Детомасі
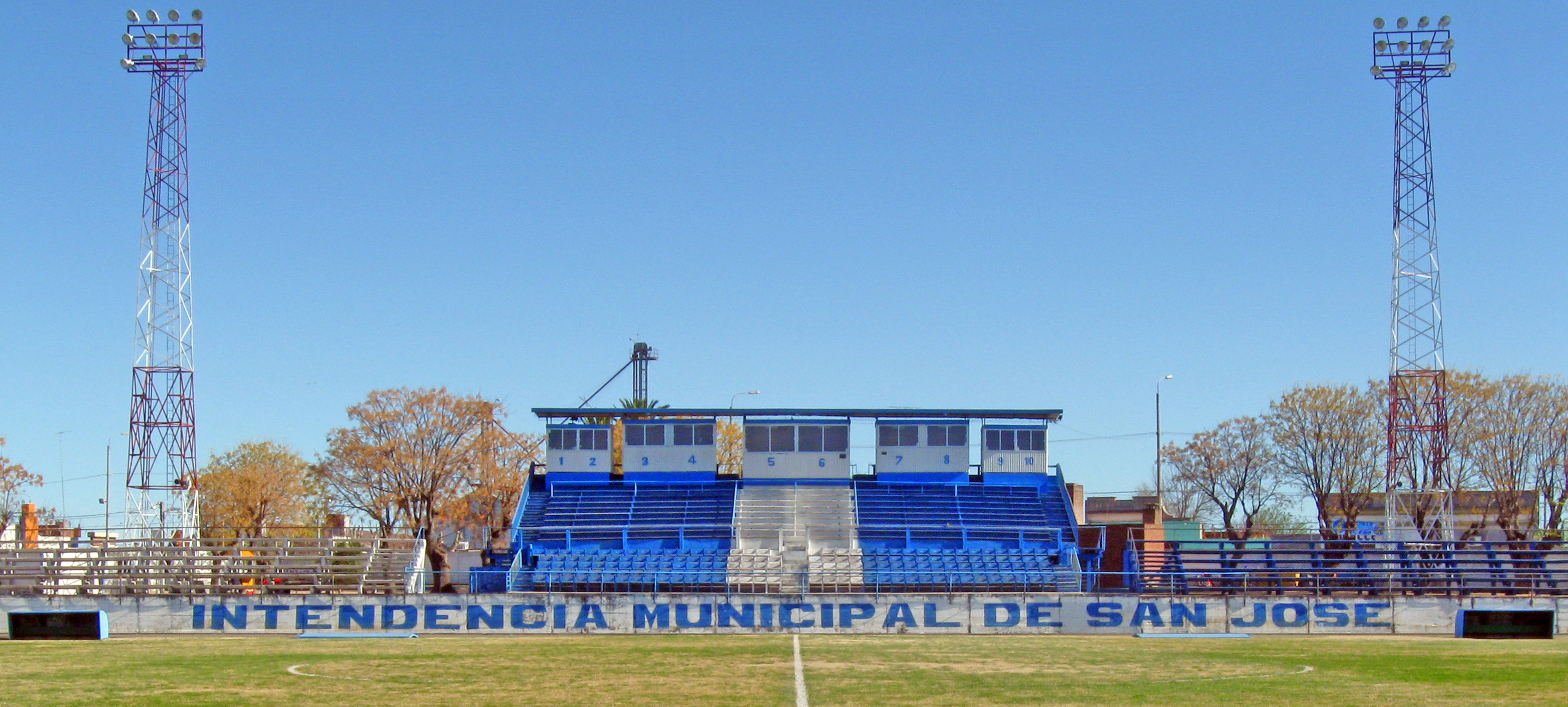
Міський стадіон